# Café de la Montaña

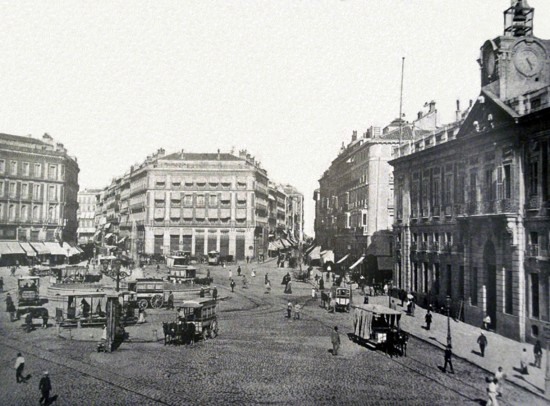
Vista de la Puerta del Sol hacia 1885. Al fondo pueden verse las siete entradas del Café de la Montaña.

El Café de la Montaña (conocido también como Nuevo Café de la Montaña) fue un café de tertulia ubicado en la Puerta del Sol, abierto al público a finales del siglo XIX y hasta comienzos del XX. Situado en la planta baja del Hotel París, fue el lugar en el que Ramón María del Valle-Inclán perdió un brazo a causa de una disputa con el periodista Manuel Bueno, en 1899.

## Historia
El edificio sobre el que se ubicaba este café se construyó durante la gran reforma de la Puerta del Sol a mediados del siglo XIX. Sobre el edificio se instaló el famoso Grand Hôtel de Paris (denominado Hotel París). En el bajo se instaló el café que daba sus entradas a la calle de Alcalá, al espacio de la Puerta del Sol y a la Carrera de San Jerónimo. En el mismo lugar estuvo anteriormente el Café Imperial (uno de los principales de Madrid). En la acera derecha de la calle de Alcalá se encontraba la famosa chocolatería Doña Mariquita, donde se servía el «chocolate con mojicones»; este local era lugar de reposo entre los cafés de la calle de Alcalá Fornos y Suizo.

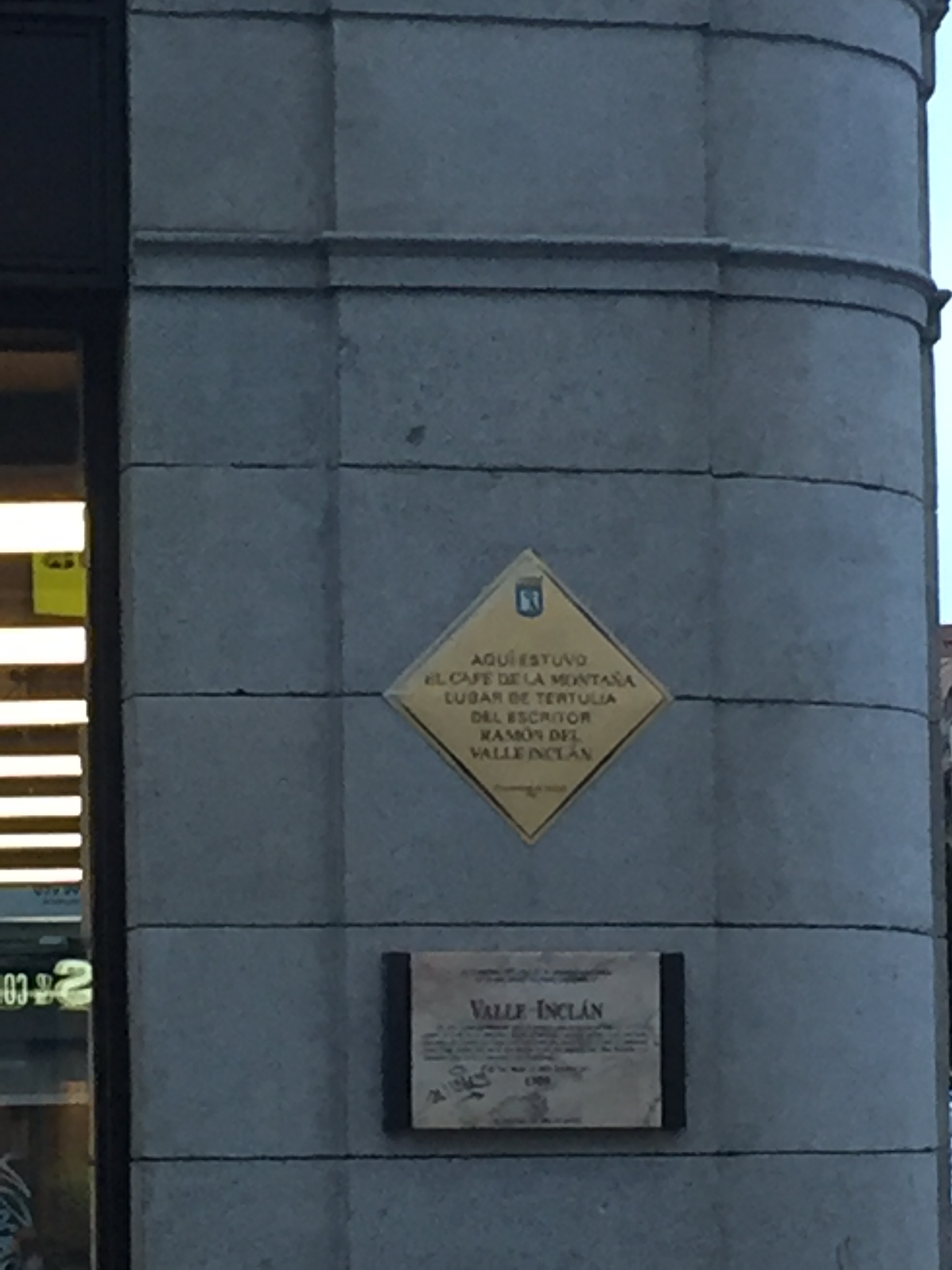
Placa recordando la ubicación del Café de la Montaña

Es a finales del siglo XIX cuando Valle-Inclán es herido en un brazo por una disputa entre tertulianos, y tras el incidente es necesario amputárselo. La disputa se centró sobre el desafío concertado entre un dibujante portugués residente en Madrid llamado Leal da Cámara y un muchacho español, López del Castillo. Este desafío prometía a Valle una tarde de tertulia animada, por lo que comenzó a excitar a los tertulianos con detalles del duelo que iba a tener lugar. En esos momentos entró en el café el periodista Manuel Bueno, alegando que el duelo no podía celebrarse por ser Leal da Cámara menor de edad. Esta intervención irritó a Valle, que saltó con su conocido: «¿¡Y usted qué entiende de eso, majadero!?», esgrimiendo una botella de agua. Bueno le golpeó en el brazo izquierdo con su bastón, y debido a la herida que le provocó un gemelo en el brazo tuvieron que amputárselo al cabo de unos días, dado el avance de la infección que se desarrolló después.
Muchos personajes acudieron al espacio del Café de la Montaña; entre otros, fue conocido en aquella época un catedrático de Historia de España, Fernando Segundo Brieva y Salvatierra. En su novela Los negociantes de la Puerta del Sol, Carmen de Burgos hace mención del café y de los personajes que asisten a sus tertulias. El escritor bohemio Alejandro Sawa también era un tertuliano habitual. Sawa conoció a Victor Hugo en París y este le dio un beso en la frente. El café recibió igualmente a Verlaine.

## Características

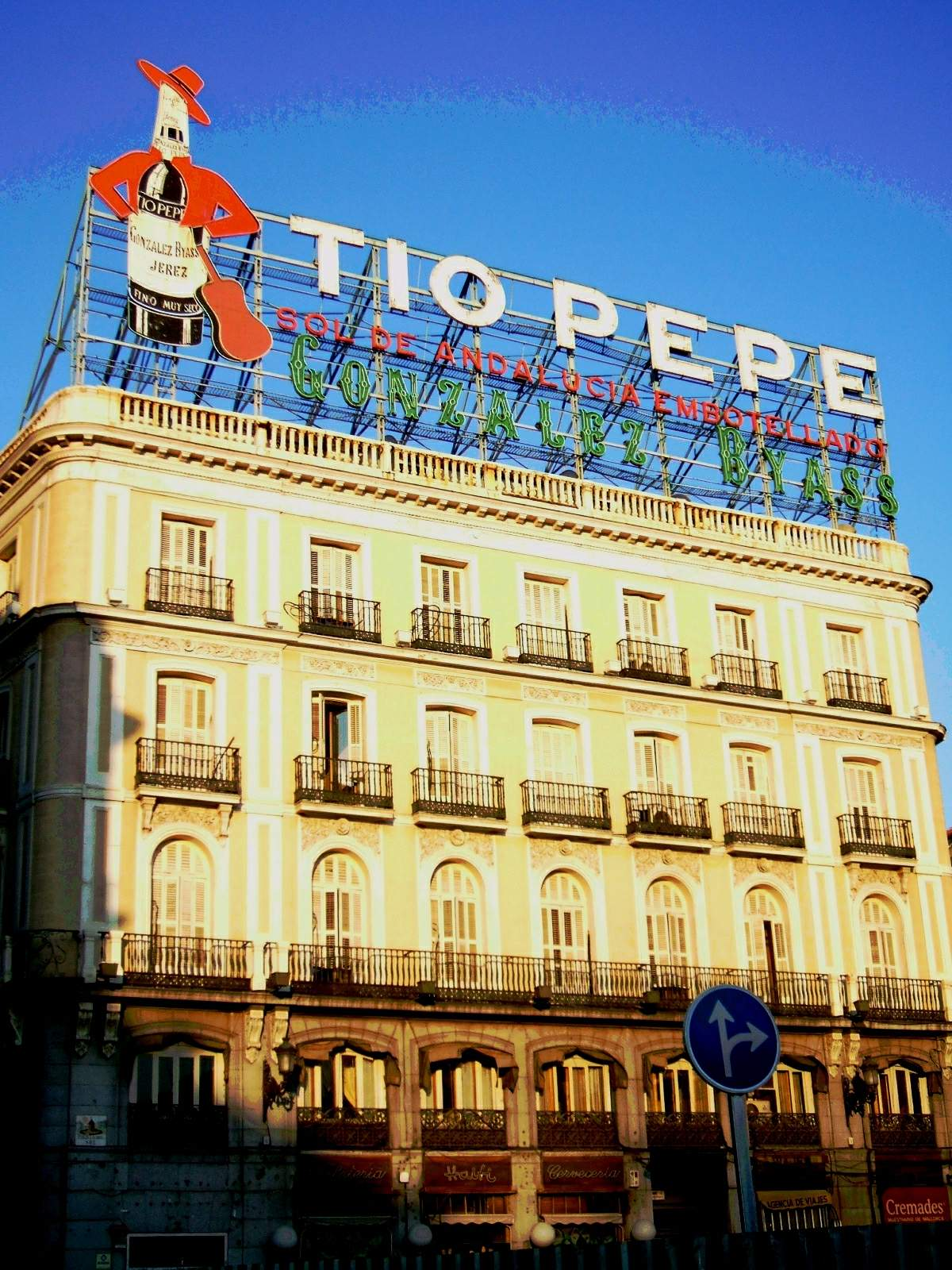
En la primera planta de este edificio, antes el Grand Hôtel de París (denominado Hotel París), se encontraba el Café de la Montaña.

Se trataba de un café amplio (medía casi 7000 pies cuadrados), de elevado techo, y estaba abierto día y noche. No ocupaba por completo la parte baja del Hotel París, sino que compartía espacio con una sala de juegos. Cuentan que tenía dieciséis puertas de salida; algunas daban a la Puerta del Sol, otras a la calle de Alcalá y otras a la Carrera de San Jerónimo, razón por la cual se le denominaba también, por aquel entonces, «Café Pulmonía». El mobiliario incluía ochenta mesas de mármol, divanes, medio millar de sillas tapizadas de rojo y una mesa de billar. En él se reunían grupos de políticos, escritores y músicos.

## Clientes famosos
- Frascuelo
- Manuel Bueno
- Ramón del Valle-Inclán